# فياباري
الفياباري، هم مجتمع مسلم يوجد في ولاية كجرات في الهند. هاجر العديد من أفراد مجتمع الفياباري المسلم إلى باكستان بعد الاستقلال في عام 1947 واستقروا في كراتشي.